# هربرت هوفر
هربرت كلارك هوفر (بالإنجليزية: Herbert Clark Hoover) (10 أغسطس 1874 – 20 أكتوبر 1964) هو سياسي أمريكي جمهوري شغل منصب الرئيس الحادي والثلاثين للولايات المتحدة من عام 1929 إلى 1933 خلال فترة الكساد الكبير. شغل هوفر منصب وزير التجارة في عشرينات القرن العشرين، وأدخل أفكار الكفاءة في العصر التقدمي إلى مجتمع الأعمال وقدم الدعم الحكومي لقرارات التوحيد القياسي والكفاءة والتجارة الدولية. تولى هوفر الرئاسة في عام 1929، إلا أن الكساد الكبير أفسد برامجه الطموحة، وكان الكساد يزداد سوءا كل عام رغم التدخلات الكبيرة التي قام بها في الاقتصاد. هُزم هوفر هزيمة منكرة في انتخابات عام 1932 من قبل المرشح الديمقراطي فرانكلين روزفلت، وقضى بقية حياته كمحافظ يندد بالحكومة الكبيرة والليبرالية والتدخل الاتحادي في الشؤون الاقتصادية، وكثيرا ما استغل الديمقراطيون سجله في فترة الكساد لمهاجمة المحافظين وتبرير عمليات تنظيم الاقتصاد.
كان هوفر يتبع طائفة الكويكرز، وأصبح مهندس تعدين ونجحت أعماله في جميع أنحاء العالم وتقاعد في عام 1912. واشتهر في العالم كمحسن في الحرب العالمية الأولى بقيادته جهود الإغاثة في بلجيكا وأوروبا الشرقية. وترأس إدارة الأغذية الأمريكية خلال الحرب العالمية الأولى. كما عرف كرجل أعمال تقدمي حارب من أجل الكفاءة والقضاء على هدر الموارد فأكسبه هذا منصب وزير التجارة بين عامي 1921-1928. كان هوفر رائدا في حركة الكفاءة التي رأت أن كل مؤسسة عامة وخاصة تعوزها الكفاءات ويمكن تحسينها عن طريق خبراء يمكنهم تحديد المشاكل وحلها، كما كان يؤمن بأهمية العمل التطوعي ودور الأفراد في المجتمع والاقتصاد. فاز هوفر بسهولة بترشيح الحزب الجمهوري في الانتخابات الرئاسية عام 1928، رغم عدم امتلاكه الخبرة في المناصب الانتخابية. ورغم أن هوفر لم يطرح القضايا الدينية، إلا أن بعض مؤيديه قاموا باستغلال المشاعر المعادية للكاثوليكية ضد خصمه آل سميث. فاز هوفر بنصر ساحق.
حدثت أزمة وول ستريت عام 1929 بعد أقل من ثمانية أشهر من توليه المنصب، وحاول هوفر مجابهة الكساد الكبير الذي تلى الأزمة بمشاريع حكومية واسعة النطاق مثل سد هوفر، ودعا أرباب الصناعة للحفاظ على مستوى الأجور. ووافق على مضض على إقرار تعرفة سموت هاولي في عام 1930، والتي كان من شأنها أن ترسل تجارة البلاد الخارجية إلى الحضيض. آمن هوفر أنه من الضروري موازنة الميزانية رغم انخفاض الإيرادات الضريبية، ولذلك قام برفع الضرائب. استمر الاقتصاد بالانهيار وارتفع معدل البطالة إلى 25٪، وتلقت الصناعات الثقيلة والتعدين وزراعة القمح والقطن الضربة القصوى. مهد هذا الانهيار الكبير، بالإضافة إلى دعمه لسياسات منع الكحول التي أفقدته حظوة الشعب، الطريق لهزيمته الساحقة في عام 1932 على يد الديمقراطي فرانكلين روزفلت، الذي وعد بإقرار الصفقة الجديدة. يتفق معظم المؤرخين على أن هزيمة هوفر في انتخابات عام 1932 كان سببها في المقام الأول الدوامة التي غرق فيها الاقتصاد، إلا أن تأييده القوي للحظر كان عاملا كبيرا أيضا.
أصبح هوفر متحدثا محافظا لجناح المعارضة ضد السياسات المحلية والخارجية للصفقة الجديدة. وعارض دخول البلاد في الحرب العالمية الثانية ولم يتم منحه أي دور سياسي في الحرب. إلا أن الرئيس هاري ترومان أعجب به وعيّنه في عام 1946 لاستطلاع ألمانيا التي مزقتها الحرب، وقدم هوفر عددا من التقارير التي غيرت سياسة الاحتلال الأمريكي. في عام 1947، عينه ترومان لرئاسة لجنة هوفر، والتي تهدف لتعزيز الكفاءة من خلال البيروقراطية الاتحادية. نجح هوفر بتحسين صورته من جديد، ولكن غالبا ما يصنفه المؤرخون من بين أسوأ الرؤساء الأميركيين.
هوفر هو واحد من بين ثلاثة رؤساء أمريكيين (تافت، وهوفر، وترامب) وصلوا إلى رئاسة الولايات المتحدة من دون أن تكون عندهم خليفة سياسية انتخابية، أو عسكرية. وهو آخر من تولى الرئاسة من الوزراء حتى الآن.

## الخلفية العائلية
وُلد هوفر لعائلة من الكويكر تتحدر من أصول ألمانية وسويسرية في ويست برانش بولاية آيوا، فكان أول رئيس أمريكي يولد غرب نهر الميسيسيبي. والده هو جيسى هوفر (1849-1880) كان حداد ومالك لمتجر أدوات زراعية. والدته هيلدا رانزن (1849-1884) ولدت في نورويتش، أونتاريو من أصول إنجليزية وأيرلندية. توفي كلا والديه بينما كان صغيراً، إذ توفي والده جيسي هوفر في 1880 ووالدته هلدا ماينثورن في 1884.
في 1885 ذهب بيرت هوفر ابن الحادية عشرة إلى نيوبرغ في ولاية أوريغون ليصبح تحت وصاية خاله جون ماينثورن وهو طبيب وصاحب عقارات يتذكره هوفر كـ «رجل قاسٍ في ظاهر الأمر، لكن ككل الكويكرز لطيف في العمق».
في سن مبكرة كان هوفر معتمداً وطموحاً. «طموح صباي كان أن أكون قادراً على كسب عيشي بنفسي بدون مساعدة من أي كان.» كما قال مرة.
عمل هوفر في شركة خاله للأراضي وأتقن مسك الدفاتر والطباعة بينما ذهب إلى مدرسة أعمال أيضاً في المساء. وبفضل معلمته الآنسة جين غراي انفتحت عينا الصبي على روايات تشارلز ديكنز وسير والتر سكوت. ديفيد كوبرفيلد قصة صبي آخر يتيم قدم إلى العالم ليعيش بمواهبه الخاصة بقيت المفضلة لدى الصبي طوال حياته.

## النشأة
وُلد هربرت هوفر في العاشر من شهر أغسطس عام 1874 في ويست برانش في آيوا. كان والده جيسي هوفر حدادًا وصاحب متجرٍ للمعدات الزراعية، وينحدر من أصول ألمانية وسويسرية وإنجليزية. أما والدته، هولدا راندل مينثورن، فنشأت وترعرعت في نورويتش بولاية أونتاريو في كندا، ثم انتقلت إلى آيوا عام 1859. كان جيسي وهولدا من أتباع الكويكرز، مثل جميع الناس في ويست برانش. في مرحلة الطفولة، واظب هربرت على الالتحاق بالمدارس، لكنه لم يقرأ الكثير من الكتب باستثناء الكتاب المقدس. توفي والده عام 1880، وكان عمره حينها 34 عامًا، ووصفته الصحيفة المحلية بـ «صاحب المزاج اللطيف والمشرق». توفيت والدة هوفر عام 1884، فتيتّم هربرت وشقيقه الأكبر ثيودور وشقيقتهما الصغرى ماي.
في عام 1882، قضى هربرت عامًا في أوساج الواقعة في بوهوسكا في ولاية أوكلاهوما مع خالته أغنيس (مينثورن) مايلز وزوجها لابان جاي. مايلز، كان الأخير مفوضًا هنديًا (منصبٌ قديم في الولايات المتحدة، مهمته التعامل مع قبائل السكان الأصليين  بتفويض من الحكومة). في عام 1885، أُرسل هوفر إلى نيوبرغ في أوريغون ليعيش مع خاله جون مينثورن، وهو طبيب ورجل أعمال من أتباع الكويكرز، وتوفي ابنه قبل عام من مجيء هوفر. اعتبر آل مينثورن أناسًا مثقفين ومتعلمين، ونشروا أخلاقيات العمل بين الناس. كانت نيوبرغ، مثل حال ويست برانش، بلدة حدودية غالبية مستطونيها من الكويكرز من وسط غرب الولايات المتحدة. اهتم مينثورن كثيرًا بحصول هوفر على التعليم المناسب، لكن هوفر كره الأعمال الروتينية الموكلة إليه، واستاء في أغلب الأوقات من مينثورن. وصف أحد الناس الذين شهدوا هوفر في طفولته بـ «اليتيم الذي تعرض للإهمال من شتى الجوانب». درس هوفر في أكاديمية باسيفيك فريندز (أصبح اسمها الآن جامعة جورج فوكس)، لكنه هجر الدراسة في الثالثة عشر من عمره كي يصبح مساعدًا في مكتب خاله العقاري (شركة أوريغون لاند) في سيلم بولاية أوريغون. وعلى الرغم من أن هوفر لم يدرس المرحلة الثانوية، لكنه تعلّم المحاسبة والطباعة والرياضيات في مدرسة ليلية.
دخل هوفر جامعة ستانفورد عام 1891، في نفس العام الذي افتُتحت خلاله الجامعة، لكنه فشل في جميع اختبارات القبول ما عدا الرياضيات. خلال سنته الأولى في الجامعة، غيّر اختصاصه من الهندسة الميكانيكية إلى علم الجيولوجيا بعدما عمل مع جون كاسبر برانر، رئيس قسم الجيولوجيا في جامعة ستانفورد. كان هوفر طالبًا متوسط المستوى، وأمضى الكثير من وقته في العمل سواء في وظائف لجزء من الوقت أو من خلال المشاركة في نشاطات حرم الجامعة. كان هوفر في بداية حياته الجامعية خجولًا، لكنه فاز في الانتخابات المخصصة لمنصب أمين صندوق الطلبة، وعُرف عنه نفوره من الأخويات. شغل هوفر منصب مدير الطلبة في فريقي كرة المضرب والقدم الأمريكية، وساهم في تنظيم مباراة كرة القدم الافتتاحية بين فريق جامعة ستانفورد وجامعة كاليفورنيا. خلال فصلي الصيف قبل وبعد سنته الرابعة في الجامعة، عمل هوفر مقيمًا تحت إشراف عالم الجيولوجيا الاقتصادية فالديمار ليندغرن في وكالة الماسح الجيولوجي الأمريكي. أدت تلك التجارب إلى اقتناع هوفر بالسعي وراء دراسة جيولوجيا المناجم.

## تعليمه
في خريف 1891 كان هوفر عضواً في الفصل الأول للطلاب في جامعة ليلاند ستانفورد الابن الجديدة في كاليفورنيا. مقضياً وقتاً أكبر خارج الفصل من الوقت داخله، أدار هوفر فرق البيسبول وكرة القدم، وفتح مغسلة، وأدار وكالة محاضرات، متفقاً مع طلاب آخرين من خلفيات أقل ثراء ضد أثرياء الحرم المدللين.
تخصص هوفر في الجيولوجيا ودرس مع البروفيسور جون كاسبر برانر الذي حصل له على وظيفة صيفية في رسم خرائط جبال أوزارك في أركانساس وكولورادو. وفي مختبر برانر قابل لو هنري وهي ابنة مصرفي ولدت في واترلو في آيوا في 1874. وكانت لو تشاطر رفيقها من آيوا الطبيعة المستقلة والمنطلقة.

## حياته العملية

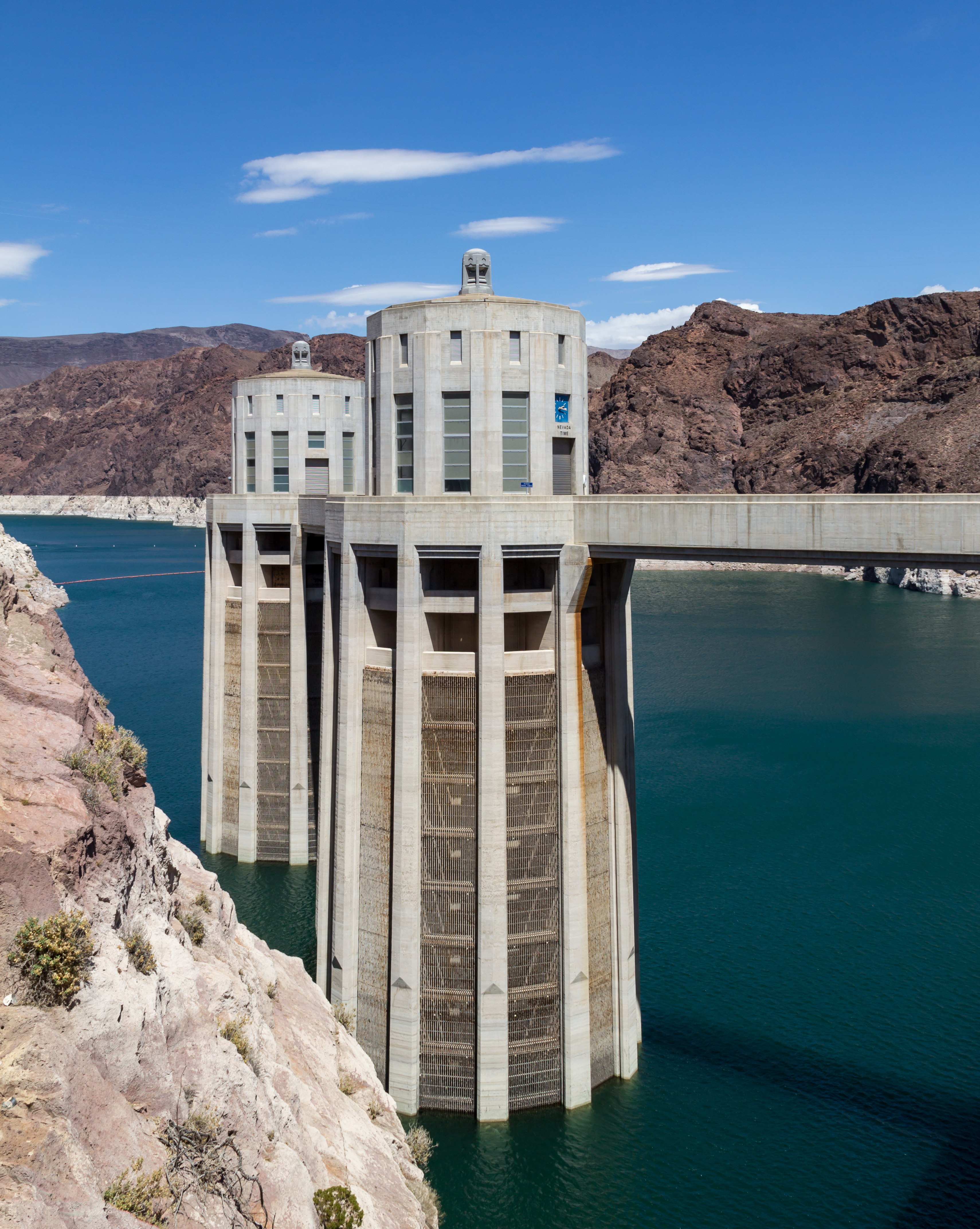
سد هوفر بولاية نيفادا.

بعد تخرجه من جامعة ستانفورد في 1895 بدرجة في الجيولوجيا كان هوفر غير قادر على إيجاد وظيفة كمهندس مناجم، لذا عمل كموظف في شركة استشارة سان فرانسيسكو التي تخص لويس جانين، وأعجب جانين بهوفر بحيث أنه أوصى به كمهندس ليعمل مع شركة المناجم البريطانية بيويك ومويرينغ ليعمل في أستراليا.
وصل هوفر إلى ألباني في مايو 1897، وأمضى سنة ونصف ينظم خطط تطوير العمل، يرتب ويعد المعدات، ويختبر المناطق الجديدة. حتى أنه كان يذهب إلى المناجم البعيدة على ظهر الجمل الذي دعاه «خلقاً أقل إبداعية من الحصان.» وفي واحدة من رحلاته عثر على منجم يدعى أبناء غواليا، أوصى شركته بشرائه، ومع الزمن أثبت هذا المنجم أنه واحد من أغنى مناجم الذهب في العالم.
وبعد أقل من عامين في أستراليا عرضت الشركة على هوفر منصباً لتطوير مناجم الفحم في الصين، وبعمل في اليد عرض هوفر الزواج على لو هنري.
سافر هوفر إلى الصين عن طريق الولايات المتحدة، وتزوج لو هنري في غرفة جلوس والديها في كالفورنيا، ليرزقا فيما بعد بطفلين هما هربرت الابن وألان.
وصل آل هوفر إلى الصين في مارس 1899 وسرعان ما انغمس هربرت في مهمة معقدة لموازنة اهتمامات شركته بتطوير مناجم الفحم ومطالبات الموظفين المحليين بتحديد مصادر جديدة للذهب. تعب هوفر من جمع المال وتفرغ للأعمال الإنسانية، فنال قبولاً واسعاً ونفوذا كبيرا، ثم اختار العمل بالسياسة، فأصبح وزير التجارة في عهد وارن هاردنج ودعم حملة كوليدج، ثم ترشح هو نفسه للانتخابات الرئاسية الأمريكية عام 1928، وفاز ضد المرشح الديمقراطي آل سميث.

## الزواج والعائلة
خلال سنته الرابعة في الجامعة، أصبح هوفر متيمًا بزميلته المدعوة لو هنري، لكن وضعه المادي لم يسمح له بالزواج في تلك الفترة. كانت لو هنري ابنة مصرفي من مونتيري في ولاية كاليفورنيا، وقررت دراسة الجيولوجيا في جامعة ستانفورد بعد حضور محاضرة ألقاها جون برانر. بعد حصول هوفر على ترقية عام 1898، أرسل على الفور برقية إلى لو هنري طلب منها الزواج به. أرسلت لو قبولها في برقية أخرى، وعاد هوفر لفترة قصيرة إلى الولايات المتحدة من أجل التحضير للزفاف.

## أرقامه القياسية
حين توفي في 20 أكتوبر 1964 متجاوزاً التسعين سنة، كان قد حصل على رقمين قياسيين:
1. حمل لقب أطول الرؤساء على قيد الحياة عمراً منذ وفاة سلفه كالفين كولديج في 5 يناير 1933، وحتى وفاته لواحد وثلاثين عاماً، و 289 يوماً، وقد تمكن في 26 يوليو 1959 من تحطيم رقم جون آدامز الذي حمل اللقب بين عامي (1799-1826).
2. كان صاحب أطول فترة تقاعد بين الرؤساء والتي استمرت منذ نهاية فترته الرئاسية في 4 مارس 1933، وحتى وفاته، والتي استمرت واحداً وثلاثين عاماً و 230 يوماً، وقد تمكن جيمي كارتر من تحطيم رقمه في 8 سبتمبر 2012.

## مقالات ذات صلة
- مكتب هوفر

## روابط خارجية
- هربرت هوفر على موقع IMDb (الإنجليزية)
- هربرت هوفر على موقع الموسوعة البريطانية (الإنجليزية)
- هربرت هوفر على موقع مونزينجر (الألمانية)
- هربرت هوفر على موقع أول موفي (الإنجليزية)
- هربرت هوفر على موقع إن إن دي بي (الإنجليزية)
- هربرت هوفر على موقع ديسكوغز (الإنجليزية)
- هربرت هوفر على موقع قاعدة بيانات الفيلم (الإنجليزية)
- هربرت هوفر على موقع كينوبويسك (الروسية)